# Vully-les-Lacs
Vully-les-Lacs (toponimo francese) è un comune svizzero di 2 943 abitanti del Canton Vaud, nel distretto della Broye-Vully.

## Storia
Il comune di Vully-les-Lacs è stato istituito nel 2011 con la fusione dei comuni soppressi di Bellerive, Chabrey, Constantine, Montmagny, Mur, Vallamand e Villars-le-Grand; capoluogo comunale è Salavaux.

## Geografia antropica

### Frazioni
- Bellerive[3]
  - Cotterd
  - Salavaux
  - Vallamand-Dessous
- Chabrey[4]
- Constantine[5]
  - Salavaux
- Montmagny[6]
- Mur[7]
  - Guévaux[8]
- Vallamand[9]
- Villars-le-Grand[10]